# Mesmay
Mesmay település Franciaországban, Doubs megyében. Lakosainak száma 68 fő (2022. január 1.). Mesmay Lombard községgel határos.

## Népesség
A település népességének változása:
| Lakosok száma | 73   | 63   | 76   | 67   | 71   | 72   | 71   | 71   | 71   | 68   |
|               | 1968 | 1982 | 1990 | 2006 | 2013 | 2015 | 2017 | 2019 | 2020 | 2022 |